# Đurađ Branković
Đurađ Branković (srbsko Ђурађ Бранковић, madžarsko Brankovics György) je bil od leta 1423 do 1456 srbski despot in baron Ogrskega kraljestva,  * 1377, verjetno Priština,  † 24. december 1456, Smederevo. 
V svoji prestolnici in središču srbske kulture Smederevu je zbral veliko knjižnico srbskih, slovanskih, latinskih in grških rokopisov.

## Življenjepis
Bil je drugi sin Vuka Brankovića in Mare, hčerke kneza Lazarja Hrebeljanovića, in prvi srbski vladar iz dinastije Brankovićev. Ime je dobil po svetniku Juriju Kapadoškemu. Poročen je bil z bizantinsko princeso Ireno  Kantakuzeno, vnukinjo cesarja Ivana VI. Kantakuzena. Njen brat Tomaž je bil poveljnik Smedereva.
Despot Stefan Lazarević si je prilastil posesti, ki so bile del dednih posesti Vuka Brankovića, zaradi česar se je Vuk pridružil Stefanovi opoziciji. Ko je Stefan prestopil z osmanske strani na ogrsko, je Vuk sklenil pakt z Osmanskim cesarstvom, kar je zaostrilo spor med bratrancema. Spor je trajal deset let. Ko sta se bratranca spravila, je Stefan Lazaravič, ki ni imel otrok, poskušal večino svojih bonitet prenesti na Đurađa in ga je imenoval za svojega dediča. Ko je Đurađ leta 1427 nasledil Stefana, je bil izkušen mož, star 50 let.

### Despot Srbije
Ogrski kralj Sigismund Luksemburški je po smrti despota Stefana Lazarevića pohitel izpolniti njegovo oporoko. Od 17. septembra do 19. novembra 1427 je bil v Beogradu (madžarsko Nándor Alba in Nándorfehérvár), ki je uradno pripadel njemu. Đurađ je dobil nazaj severno Mačvo in s kraljevo odobritvijo obdržal južni in zahodni del Mačve z Valjevom, Krupnjem in Zajačo. Vojvoda Jeremija, poveljnik trdnjave Golubac, ni bil pripravljen izvršiti ukaza in predati trdnjave Ogrom brez odkupnine 12.000 dukatov. Ker je bila njegova zahteva zavrnjena, je trdnjavo predal Osmanom.
Osmanskemu sultanu Muratu II. sprememba oblasti in povečanje ogrskega vpliva nista bila pogodu. V Srbijo je poslal vojsko, ki je osvojila Niš in Kruševac in oblegala Novo Brdo. Da bi obdržal svoj ugled v Srbiji, ki je zaradi njega oslabela, je Sigismund poslal Đurađu Brankoviću na pomoč svojo vojsko. Združena vojska je v bližini Ravanice uničila večji oddelek osmanske vojske. Sigismund se je 19. novembra 1429 za uspeh posebej zahvalil poveljniku Nikolaju Bocskayu. Drug oddelek osmanske vojske je iz trdnjave Golubac napadal srbske in ogrske vasi, zlasti Braničevo. Despot Đurađ je odšel pod trdnjavo Golubac in Jeremiji odpustil predajo trdnjave in na vsak način poskušal dobiti nazaj izgubljeno mesto. Jeremija ni samo zavrnil Đurađevo ponudbo, ampak je napadel Đurađevo spremstvo, ki je poskušalo vdreti v mesto skozi mestna vrata.
Spomladi 1428 je pod Golubac prišla nova ogrska vojska in ga oblegala s kopnega in z Donave. Pomen trdnjave dokazuje dejstvo, da je vojski poveljeval sam kralj Sigismund, branilce pa je podprl sultan Murat II. in v poznem maju tudi sam prišel v Braničevo. Sigismund se ni želel zaplesti v neposredno bitko s premočno osmansko vojsko in pohitel skleniti mir. Ko so se začeli Ogri prve dni junija umikati, je osmanski poveljnik Sinan Beg napadel njihovo zaščitnico, v kateri je bil tudi Sigismund. Kralja je pred katastrofo rešil Marko Sentlaszlo. Konflikti v južni in vzhodni Srbiji so bili zelo uničujoči, tudi za samostan Daljš pri Golubcu. Iz samostanskega dokumenta je razvidno, da so Sigismunda takrat prvič naslavljali z  "naš cesar" (car), sultana pa s "pogan" ali "nekrščanski cesar" (car jezičeski).
Ko so Osmani leta 1430 osvojili Solun, je Branković odkupil veliko meščanov. Vazalskih obveznosti se kljub temu ni mogel izogniti in je v osmansko vojsko, ki je oblegala Drač in napadla Gjona Kastriotisa,  poslal enega od svojih sinov.
Đurađ je po izgradnji trdnjave Smederevo na sotočju Donave in Jezave leta 1430 tja preselil srbsko prestolnico. Ko je bil imenovan za naslednika svojega strica Stefana Lazarevića, so se začeli stalni med Ogrskim  kraljestvom in Osmanskim cesarstvom. Branković je že na začetku vladanja začasno izgubil Kosovo in Metohijo in se kljub temu, da je bil osmanski vazal, povezal z Ogrskim kraljestvom. Ko so Osmani so leta 1439 osvojili Smederevo,  je pobegnil na Ogrsko, kjer je imel velike posesti, med njimi tudi Zemun, Slankamen, Kupinik, Mitrovica, Stari Bečej, Kulpin, Čurug, Sveti Petar, Perlek, Peser, Petrovo selo, Bečej, Arač, Veliki Bečkerek, Vršac in druge.
Z Ogrskega je v spremstvu nekaj sto konjenikov njegove soproge Irene odpotoval v Zeto. Najprej je v Zagrebu obiskal svojo sestro Katarino, ženo Ulrika II. Celjskega. Konec julija 1440 je prišel v  Dubrovnik. Pot je nadaljeval proti svojima obalnima mestoma Budva in Bar, ki je postal prestolnica ostankov njegovega despotata. V Baru je ostal do zime 1440-1441 in poskušal zbrati novo vojsko za ponovno osvojitev izgubljenega ozemlja.  V Zeti je imel stike z garnizijo v trdnjavi Novo Brdo. V Zeti je doživel novo razočaranje, ker so se Crnojevići uprli zetskemu guvernerju, vojvodi Komnenu. Branković je aprila 1441 zapustil Zeto. Najprej se je ustavi v Dubrovniku, kjer so bili ogorčeni zaradi sultanove zahteve, da pride pod Brankovićevo oblast. Dubrovčani so sultanovo zahtevo zavrnili z razlago, da so svobodno mesto, ki lahko sprejme vsakogar, ki potrebuje zatočišče. Poudarili so tudi, da je za Brankovića bolje, da ostane v Dubrovniku in ne začne nobene akcije proti Osmanom.

### Križarski pohod na Varno
Branković je igral pomembno vlogo v bitkah pri Nišu in Zlatici leta 1443 in sklenitvi Szegedskega mirovnega sporazuma med Ogrskim kraljestvom in Osmanskim cesarstvom leta 1444. Murat II. je po obeh bitkah želel mir, zato je njegova žena, Brankovićeva hčerka  Mara 6. marca 1444 poslala k očetu delegacijo, ki je začela mirovna pogajanja v imenu Osmanskega cesarstva. Sporazum naj bi ponovno vzpostavil Brankovićevo oblast v Srbiji, vendar je moral Branković za to podkupiti Janosa Hunyadija s svojimi velikimi posestmi na Ogrskem in v Transilvaniji. 22. avgusta se je v miru vrnil v Smederevo, iz katerega se je umaknila osmanska vojska. 
Mir sta še isto leto prelomila Hunyadi in kralj Vladislav III. Poljski s križarskim pohodom na Varno, ki se je končal z njunim katastrofalnim porazom  v bitki pri Varni. Križarska vojska pod Hunyadijevim poveljstvom je bila poražena tudi v bitki na Kosovskem polju leta 1448. Đurađ je sultana obvestil, da Hunyadi načrtuje nov križarski pohod, ki je bil zadnji poskus v srednjem veku, da bi Osmane izgnali iz jugovzhodne Evrope. Ogrska je kljub temu, da se je bila po porazu na Kosovskem polju sposobna obraniti se pred Osmanskim cesarstvom, v 16. stoletju prišla pod osmansko oblast. Branković je po ogrskem porazu na Kosovu Hunyadija ujel in ga imel zaradi osebnih sporov nekaj časa v ječi v Smederevu.

## Vrnitev in smrt
Po Hunyadijevi zmagi nad Mehmedom II. med obleganjem Beograda 14. julija 1456 se je začelo obdobje relativnega miru. Sultan se je umaknil v Edirne, Branković pa je dobil nazaj svoje posesti v Srbiji in konec leta umrl. Srbska neodvisnost je trajala samo tri leta, potem pa je Osmansko cesarstvo zaradi sporov med Brankovićevo vdovo in tremi še živimi sinovi Srbski despotat priključilo k svoji državi. Najmlajši sin Lazar je zastrupil svojo mater in izgnal oba brata in Srbijo vrnil sultanovo oblast.

## Zapuščina
Srbska akademija znanosti in umetnosti je Đurađa Brankoviča uvrstila med sto najslavnejših Srbov.

## Naslovi
- Despot kraljestva Raša in gospod Albanije (Nos Georgius dei gracia Regni Rascie despotus et Albanie dominus and illustres principes, dominus Georgius, regni Rascie despotus et dominus Albanie)[17]
- Despot Kraljestev  Raša in Albanija (illustris princeps, dux et despotus totius regni Rascie et Albanie), Sigismund Luksemburški, 1427[18]
- Despot in vojvoda Raše (illustris Georgius despotus seu dux Rascie), Sigismund Luksemburški, 1429[19]
- Gospod Raše [in] Albanije (Georgius Wlk Rascie Albanieque dominus), 1429[20]
- Gospod, despot Srbov (gospodin Srbljem despot), Konstantin Kostenec, 1431[21]
- Gospod Srbov in Pomorja in Podonavja (Господин Србљем и Поморију и Подунавију), več uradnih dokumentov[22]
- Despot, gospod Srbov in Zetskega primorja (господин Србљем и поморју зетскому)[23]
- Knez, despot Kraljestev Raša in Albanija (illustrissimus princeps Georgius despotus regni Rascie et Albanie, Rive et totius Ussore dominus), 1453[20]

## Družina
Đurađ in Irena Kantakuzena sta imela najmanj šest otrok:
- Todor (umrl pred 1429);  v Masarellijevem rokopisu ni omenjen, verjetno zaradi zgodnja smrti
- Grgur (okoli  1415–1459); v Masarellijevem rokopisu omenjen kot prvi otrok, oče Vuka Grgurevića, oslepljen skupaj s Stefanom leta 1441
- Mara (okoli 1416–1487); v Masarellijevem rokopisu omenjena kot drugi otrok, poročena s sultanom Muratom II.
- Stefan (okoli 1417–1476); v Masarellijevem rokopisu omenjena kot tretji otrok, oslepljen z vročim železom leta 1441,[13] po smrti mlajšega brata Lazarja eden od zahtevnikov za srbski prestol
- Katarina (okoli 1418–1490); poročena z Ulrikom II. Celjskim, v Masarellijevem rokopisu omenjen kot četrti otrok
- Lazar (okoli  1421/27–1458); v Masarellijevem rokopisu omenjen kot peti in zadnji trok

## Predniki
|  |                          |  |  |  |  |  |  |  |  |  |  |  |  |  |  |  |
|  | 8. Vojvoda Mladen        |  |  |  |  |  |  |  |  |  |  |  |  |  |  |  |
|  |                          |  |  |  |  |  |  |  |  |  |  |  |  |  |  |  |
|  |                          |  |  |  |  |  |  |  |  |  |  |  |  |  |  |  |
|  | 4. Branko Mladenović     |  |  |  |  |  |  |  |  |  |  |  |  |  |  |  |
|  |                          |  |  |  |  |  |  |  |  |  |  |  |  |  |  |  |
|  |                          |  |  |  |  |  |  |  |  |  |  |  |  |  |  |  |
|  | 9. Neznana               |  |  |  |  |  |  |  |  |  |  |  |  |  |  |  |
|  |                          |  |  |  |  |  |  |  |  |  |  |  |  |  |  |  |
|  |                          |  |  |  |  |  |  |  |  |  |  |  |  |  |  |  |
|  | 2. Vuk Branković         |  |  |  |  |  |  |  |  |  |  |  |  |  |  |  |
|  |                          |  |  |  |  |  |  |  |  |  |  |  |  |  |  |  |
|  |                          |  |  |  |  |  |  |  |  |  |  |  |  |  |  |  |
|  | 10. Neznan               |  |  |  |  |  |  |  |  |  |  |  |  |  |  |  |
|  |                          |  |  |  |  |  |  |  |  |  |  |  |  |  |  |  |
|  |                          |  |  |  |  |  |  |  |  |  |  |  |  |  |  |  |
|  | 5. Neznana               |  |  |  |  |  |  |  |  |  |  |  |  |  |  |  |
|  |                          |  |  |  |  |  |  |  |  |  |  |  |  |  |  |  |
|  |                          |  |  |  |  |  |  |  |  |  |  |  |  |  |  |  |
|  | 11. Neznana              |  |  |  |  |  |  |  |  |  |  |  |  |  |  |  |
|  |                          |  |  |  |  |  |  |  |  |  |  |  |  |  |  |  |
|  |                          |  |  |  |  |  |  |  |  |  |  |  |  |  |  |  |
|  | 1. Đurađ Branković       |  |  |  |  |  |  |  |  |  |  |  |  |  |  |  |
|  |                          |  |  |  |  |  |  |  |  |  |  |  |  |  |  |  |
|  |                          |  |  |  |  |  |  |  |  |  |  |  |  |  |  |  |
|  | 12. Pribac Hrebeljanović |  |  |  |  |  |  |  |  |  |  |  |  |  |  |  |
|  |                          |  |  |  |  |  |  |  |  |  |  |  |  |  |  |  |
|  |                          |  |  |  |  |  |  |  |  |  |  |  |  |  |  |  |
|  | 6. Lazar Hrebeljanović   |  |  |  |  |  |  |  |  |  |  |  |  |  |  |  |
|  |                          |  |  |  |  |  |  |  |  |  |  |  |  |  |  |  |
|  |                          |  |  |  |  |  |  |  |  |  |  |  |  |  |  |  |
|  | 13. Neznana              |  |  |  |  |  |  |  |  |  |  |  |  |  |  |  |
|  |                          |  |  |  |  |  |  |  |  |  |  |  |  |  |  |  |
|  |                          |  |  |  |  |  |  |  |  |  |  |  |  |  |  |  |
|  | 3. Mara Lazarević        |  |  |  |  |  |  |  |  |  |  |  |  |  |  |  |
|  |                          |  |  |  |  |  |  |  |  |  |  |  |  |  |  |  |
|  |                          |  |  |  |  |  |  |  |  |  |  |  |  |  |  |  |
|  | 14. Vratko Nemanjić      |  |  |  |  |  |  |  |  |  |  |  |  |  |  |  |
|  |                          |  |  |  |  |  |  |  |  |  |  |  |  |  |  |  |
|  |                          |  |  |  |  |  |  |  |  |  |  |  |  |  |  |  |
|  | 7. Milica Nemanjić       |  |  |  |  |  |  |  |  |  |  |  |  |  |  |  |
|  |                          |  |  |  |  |  |  |  |  |  |  |  |  |  |  |  |
|  |                          |  |  |  |  |  |  |  |  |  |  |  |  |  |  |  |
|  | 15. Neznana              |  |  |  |  |  |  |  |  |  |  |  |  |  |  |  |
|  |                          |  |  |  |  |  |  |  |  |  |  |  |  |  |  |  |
|  |                          |  |  |  |  |  |  |  |  |  |  |  |  |  |  |  |